# Citologie
Citologia (din grecescul κύτος, „gol”; și -λογία, -logia) este știința care se ocupă cu studiul celulelor din punctul de vedere al structurii, funcției și structurii chimice. Robert Hooke (1635 – 1703) este câteodată considerat a fi părintele citologiei.

## Legături externe
- „citologie” la DEX online